# Дошка настрою

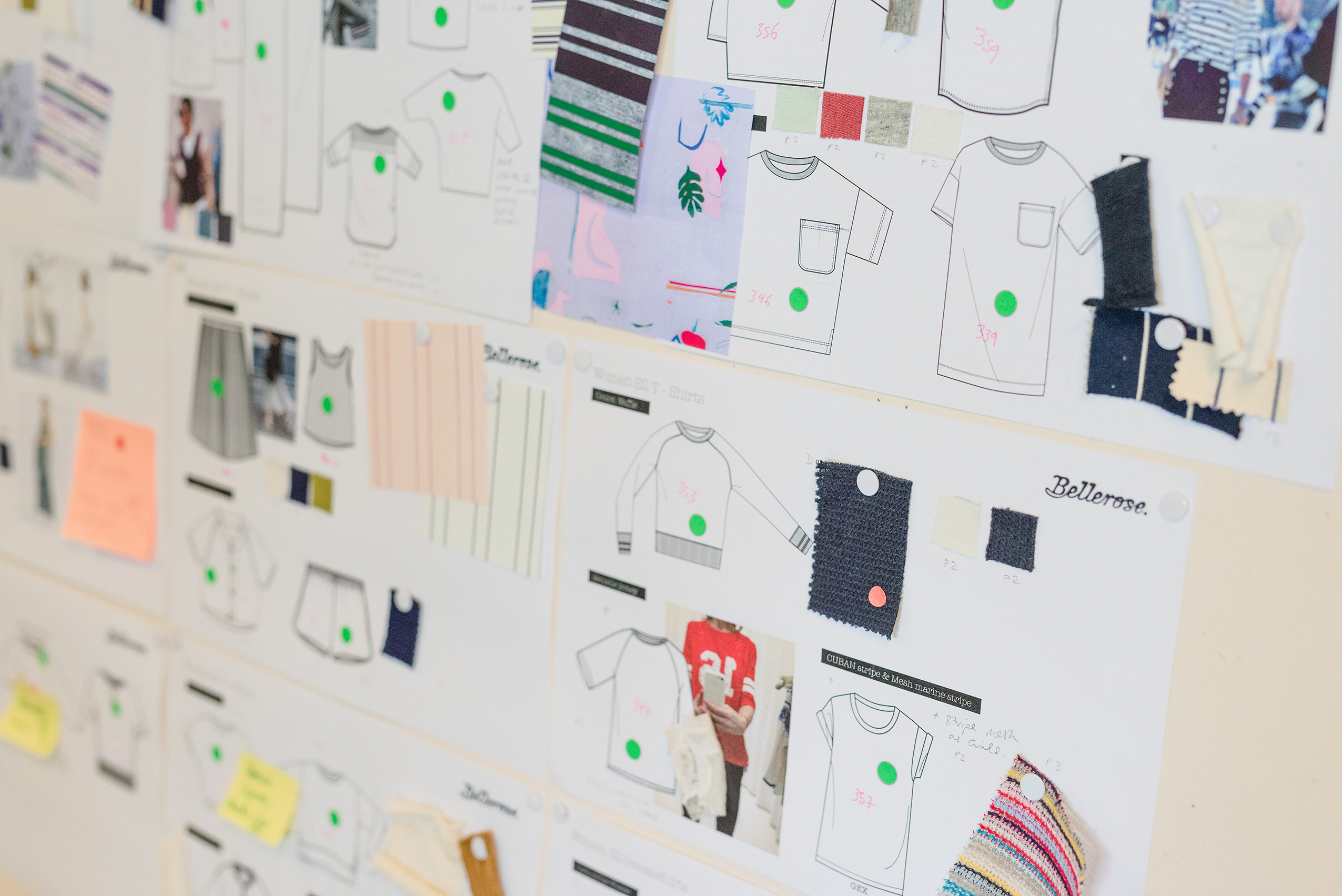
Дошка настрою (мудборд) із кресленнями технічного дизайну, кольоровими посиланнями та зразками тканин.

Мудборд (англ. mood board — дошка настрою) це тип візуальної презентації або «колажу», що складається з зображень, тексту та зразків об'єктів у композиції. Він може ґрунтуватися на заданій темі або бути будь-яким матеріалом, обраним випадково. Мудборд можна використовувати, щоб передати загальну ідею або відчуття щодо певної теми. Вони можуть бути фізичними або цифровими, і можуть бути ефективним інструментом презентації.

## Використання
Графічні дизайнери, дизайнери інтер'єру, промислові дизайнери, фотографи, розробники користувацького інтерфейсу та інші творчі люди використовують мудборди, щоб візуально проілюструвати стиль, якого вони хочуть дотримуватися. Дизайнери-аматори та професійні дизайнери можуть використовувати їх як допоміжний засіб для більш суб'єктивних цілей, наприклад, як вони хочуть прикрасити свою спальню, або яку атмосферу вони хочуть передати через свій одяг.
Мудборди також можуть використовуватися авторами для візуального пояснення певного стилю письма або уявного місця дії сюжетної лінії. Коротше кажучи, мудборди не обмежуються декоруванням інтер'єру, а слугують візуальним інструментом для швидкого інформування інших про загальний «настрій» (або «потік») ідеї. У творчих процесах мудборди можуть збалансувати координацію та творчу свободу.
Мудборди можна використовувати в маркетингу для реклами та брендингу. Вони допомагають творчим командам залишатися на одній хвилі, дотримуючись образу, який бренд хоче спроектувати назовні. Вони також можуть бути корисними для дотримання певної творчої концепції при створенні серії рекламних роликів.

## Різновиди

### Фізичні

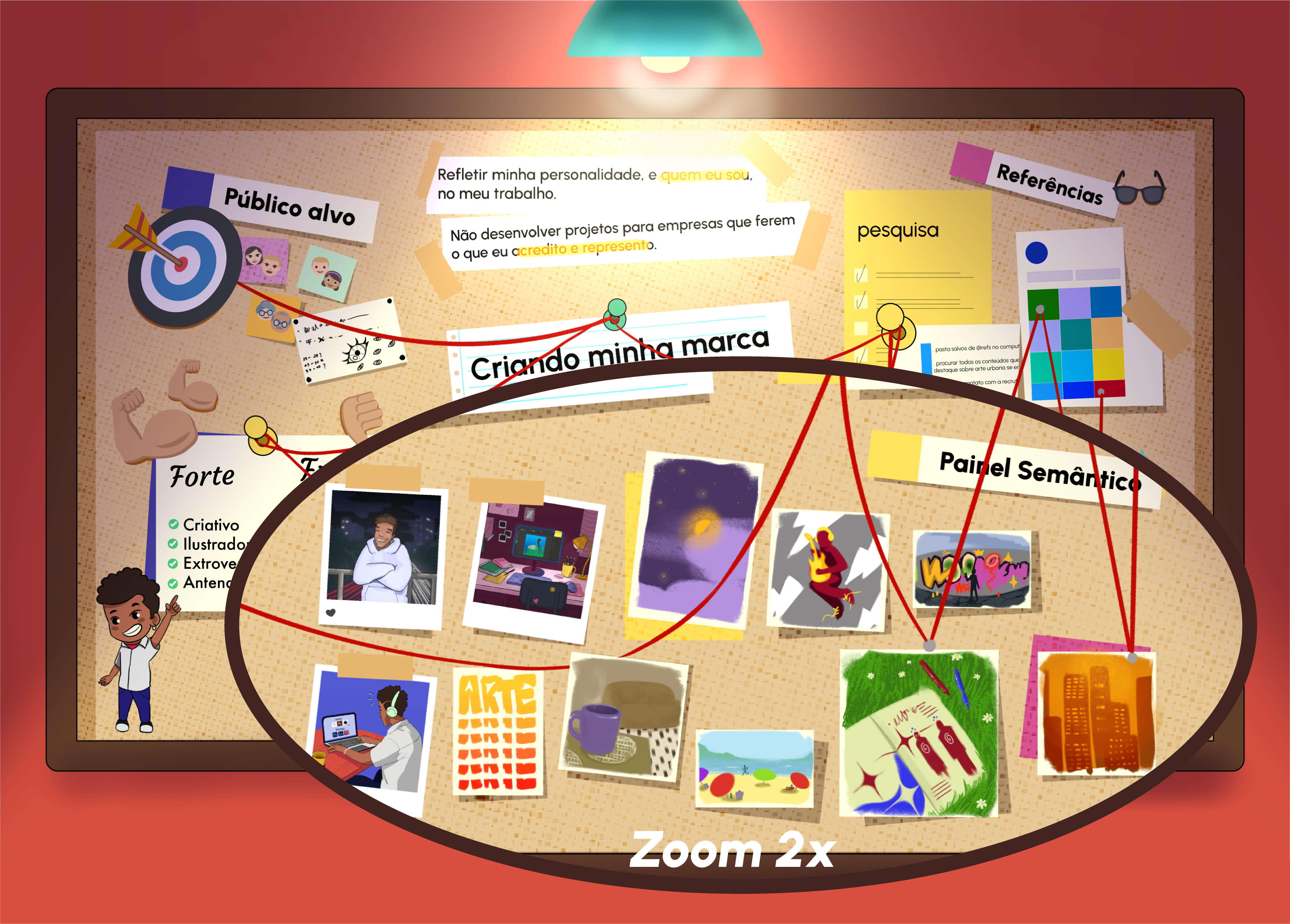
Приклад фізичного мудборду.

Одним із способів створення мудборду є використання пінопласту, який можна розрізати тонким ножем, а також нанести на нього візерунки за допомогою спрею. Як альтернативну основу для мудборду також можна використовувати картон, папір та коркову дошку. Деякі приклади ідей, що використовуються для передачі настрою, — це їжа, музика та кольори. Дошки настрою можна прикрасити нитками, наклейками, гарною стрічкою, журнальними фотографіями, оригінальними картинами, тканинами, а також будь-яким іншим декором, який надихне творця. Вони можуть бути різних форм і розмірів.

### Цифрові
Створення мудбордів у цифровому форматі полегшує співпрацю та модифікацію. Їх можна створювати за допомогою програмного забезпечення для цифрового дизайну, такого як Adobe Creative Cloud Express та Figma, або онлайн на таких сайтах, як Pinterest, Shuffles (продукт Pinterest) та ShopLook. Користувачі цих платформ часто використовують зображення, якими інші поділилися в Інтернеті, щоб створити візію, яку вони, можливо, не змогли б створити самостійно, маючи фізичні об'єкти навколо себе.